# Пролив Принца Уэльского
Пролив При́нца Уэ́льского (англ. Prince of Wales Strait) — пролив, отделяющий остров Банкс от острова Виктория в Канадском Арктическом архипелаге.

## География
Пролив Принца Уэльского расположен в западной части Канадского Арктического архипелага и является частью одного из маршрутов через Северо-Западный проход наряду с проливами Барроу, Вайкаунт-Мелвилл и Ланкастер.
Пролив Принца Уэльского соединяет залив Амундсена моря Бофорта на юго-западе с проливом Вайкаунт-Мелвилл на северо-востоке.
Длина пролива составляет 350 км. Средняя ширина равна 16 км, минимальная ширина — 10,5 км. Максимальная глубина 160 метра на юго-западе, к северу залив мелеет. Пролив находится в полярной области и большую часть года покрыт льдами.

## История
Пролив Принца Уэльского открыт английским мореплавателем Робертом Мак-Клуром в 1850 году и назван в честь Альберта Эдуарда, Принца Уэльского.